# Осциляція Дансгора — Ешгера
Осциляціями Дансгора — Ешгера називають різкі зміни клімату під час останнього льодовикового періоду, яких налічується 23, за матеріалами гренландських кернів. Назва утворена від імен вчених (данця Віллі Дансгора і швейцарця Ганса Ешгера), які першими почали використовувати льодові керни для вивчення палеоклімату і помітили сліди різких змін температури в них.
У північній півкулі осциляції проявляються у вигляді швидкого (десятиліття) потепління з подальшим поступовим похолоданням (у столітньому масштабі). Різниця температур під час осциляції в Гренландії досягала 15 °C (за іншими джерелами, 7—8 градусів). У південній півкулі потепління відбувається повільніше, а розмах коливань менш значний. Хоча варіації температур в Гренландії й Антарктиці істотно відрізняються, спостерігається кореляція між часом різкої зміни температури в Гренландії і градієнту температури в Антарктиці: зміна в Гренландії зазвичай відбувалася в кінці плавної зміни температури в Антарктиці.
Причини явища не зрозумілі, проте, ймовірно, є зв'язок із подіями Хайнріха (явищами порушення термохалінної циркуляції, що викликали похолодання в північній півкулі). Одне з пояснень (Баркер і Кнорр, 2007) припускає повільний розігрів Антарктики, в кінці якого через термохалінну циркуляцію розігрівається Гренландія (і остигає Антарктика), і в якийсь момент відбувається нелінійне явище, що різко розігріває північну півкулю. При цьому потоки холодної води від танення льодовиків припиняють циркуляцію, і цикл повторюється.
За Рамсторфом (2003, 2005), осциляції Дансгора — Ешгера підпорядковуються 1470-річному циклу, який, своєю чергою, розкладається на цикли тривалістю 87 і 210 років. Новітні матеріали крижаних кернів на останні 50 тис. років показують відхилення близько 12 % (2 % для п'яти останніх осциляцій). Водночас осциляції в древніших частинах керна не виявляють суворої циклічності.
Схожі 1500-річні коливання клімату під час голоцену називаються циклами Бонда.

## Дивись також
- Події Бонда
- Пізній дріас

## Ресурси Інтернету
- Introduction to Physical Oceanography by Robert H. Stewart
- https://archive.today/20120524113402/http://content.aip.org/products/esva/Dansgaard_Willi.html (subcription required) - Photo of Dansgaard and Oeschger in a sub ice trench at Dye-3